# 耶拉彼得拉
耶拉彼得拉（直译：圣石）是希腊克里特大区拉西锡专区的一个市镇，位于克里特岛东南部。市镇面积为554平方公里，2011年人口数量为27,338人。

## 行政
现今的耶拉彼得拉市镇设立于2011年的地方政府改革中，由原两个市镇合并而成，原市镇则成为新市镇的市区。耶拉彼得拉市区（即原市镇）的面积为395平方公里，2011年人口数量为23,708人，由耶拉彼得拉镇（2011年16,139人）、几个村庄和一个岛屿组成。